# 800 Kressmannia
Kressmannia è un asteroide della fascia principale. Scoperto nel 1915, presenta un'orbita caratterizzata da un semiasse maggiore pari a 2,1924516 UA e da un'eccentricità di 0,2018034, inclinata di 4,26660° rispetto all'eclittica.
Stanti i suoi parametri orbitali, è considerato un membro della famiglia Flora di asteroidi.
Il suo nome è in onore di Albert Theodor Kressmann, che sostenne economicamente l'osservatorio di Heidelberg, in Germania.